# Verbandsliga
La Verbandsliga (Lega d’Associazione) è il 6º livello del campionato di calcio tedesco, articolato su base subregionale, quindi con uno o più gironi per ciascun Bundesland. Negli stati di Sassonia, Turingia, Amburgo, Brema e Baviera il sesto livello è detto Landesliga, che in altri stati è, invece, il settimo livello. Nella Bassa Sassonia le leghe sono denominate Bezirksoberliga.
Nella maggior parte degli stati le Verbandsligas furono introdotte nel 1978 in sostituzione delle Amateurligas.

## Storia antica
Dal 1902 al 1933 la Verbandsliga fu invece il massimo campionato tedesco, giocato in forma di coppa dai campioni e, dal 1924, dai vicecampioni dei sette campionati interregionali della Germania.

## Verbandsligas
| Lega                                      | Promozione in               | Retrocessione in | Costituita nel |
| ----------------------------------------- | --------------------------- | --- | -------------- |
| Verbandsliga Hessen-Süd                   | Oberliga Hessen             | Gruppenliga Darmstadt, Gruppenliga Frankfurt-West, Gruppenliga Frankfurt-Ost                                                                   | 1964           |
| Verbandsliga Hessen-Mitte                 | Oberliga Hessen             | Gruppenliga Wiesbaden, Gruppenliga Giessen/Marburg                                                                                             | 1964           |
| Verbandsliga Hessen-Nord                  | Oberliga Hessen             | Gruppenliga Fulda, Gruppenliga Kassel 1, Gruppenliga Kassel 2                                                                                  | 1964           |
| Verbandsliga Saarland 1                   | Saarlandliga                | Landesliga Saarland-Nordost, Landesliga Saarland-Südwest                                                                                       | 1978           |
| Verbandsliga Rheinland                    | Oberliga Südwest            | Bezirksliga Rheinland-Ost, Bezirksliga Rheinland-Mitte, Bezirksliga Rheinland-West                                                             | 1978           |
| Verbandsliga Südwest                      | Oberliga Südwest            | Landesliga Südwest-Ost, Landesliga Südwest-West                                                                                                | 1978           |
| Verbandsliga Nordbaden                    | Oberliga Baden-Württemberg  | Landesliga Mittelbaden, Landesliga Odenwald, Landesliga Rhein/Neckar                                                                           | 1978           |
| Verbandsliga Südbaden                     | Oberliga Baden-Württemberg  | Landesliga Südbaden 1, Landesliga Südbaden 2, Landesliga Südbaden 3                                                                            | 1978           |
| Verbandsliga Württemberg                  | Oberliga Baden-Württemberg  | Landesliga Württemberg 1, Landesliga Württemberg 2, Landesliga Württemberg 3, Landesliga Württemberg 4                                         | 1978           |
| Verbandsliga Westfalen 1 2                | Oberliga Westfalen          | Landesliga Westfalen 1 Ost, Landesliga Westfalen 2 Süd, Landesliga Westfalen 3 West, Landesliga Westfalen 4 Nord, Landesliga Westfalen 5 Mitte | 1956           |
| Verbandsliga Westfalen 2 2                | Oberliga Westfalen          | Landesliga Westfalen 1 Ost, Landesliga Westfalen 2 Süd, Landesliga Westfalen 3 West, Landesliga Westfalen 4 Nord, Landesliga Westfalen 5 Mitte | 1956           |
| Verbandsliga Niederrhein                  | Oberliga Nordrhein          | Landesliga Niederrhein 1, Landesliga Niederrhein 2, Landesliga Niederrhein 3                                                                   | 1956           |
| Verbandsliga Mittelrhein                  | Oberliga Nordrhein          | Landesliga Mittelrhein 1, Landesliga Mittelrhein 2                                                                                             | 1956           |
| Verbandsliga Mecklenburg-Vorpommern       | NOFV-Oberliga Nord          | Landesliga MV-Ost, Landesliga MV-West | 1991           |
| Verbandsliga Brandenburg                  | NOFV-Oberliga Nord          | Landesliga Brandenburg-Nord, Landesliga Brandenburg-Süd                                                                                        | 1990           |
| Verbandsliga Berlin                       | NOFV-Oberliga Nord          | Landesliga Berlin 1, Landesliga Berlin 2 | 1992           |
| Verbandsliga Sachsen-Anhalt               | NOFV-Oberliga Süd           | Landesliga SA-Nord, Landesliga SA-Mitte, Landesliga SA-Süd                                                                                     | 1990           |
| Verbandsliga Schleswig-Holstein-Nord-Ost  | Oberliga Schleswig-Holstein | | 2008           |
| Verbandsliga Schleswig-Holstein-Nord-West | Oberliga Schleswig-Holstein | | 2008           |
| Verbandsliga Schleswig-Holstein-Süd-Ost   | Oberliga Schleswig-Holstein | | 2008           |
| Verbandsliga Schleswig-Holstein-Süd-West  | Oberliga Schleswig-Holstein | | 2008           |

Fonte: The German football leagues, su fussball.de. URL consultato il 4 luglio 2009.

## Landesligas
| Lega                        | Promozione in     | Retrocessione in                                                                       | Costituita nel |
| --------------------------- | ----------------- | -------------------------------------------------------------------------------------- | -------------- |
| Landesliga Sachsen          | NOFV-Oberliga Süd | Bezirksliga Sachsen-Chemnitz, Bezirksliga Sachsen-Leipzig, Bezirksliga Sachsen-Dresden | 1990           |
| Landesliga Thüringen        | NOFV-Oberliga Süd | Landesklasse Thüringen-Ost, Landesklasse-Thüringen-West                                | 1990           |
| Landesliga Bayern-Süd       | Oberliga Bayern   | Bezirksoberliga Schwaben, Bezirksoberliga Oberbayern                                   | 1963           |
| Landesliga Bayern-Mitte     | Oberliga Bayern   | Bezirksoberliga Mittelfranken, Bezirksoberliga Oberpfalz, Bezirksoberliga Niederbayern | 1963           |
| Landesliga Bayern-Nord      | Oberliga Bayern   | Bezirksoberliga Unterfranken, Bezirksoberliga Oberfranken                              | 1963           |
| Landesliga Bremen           | Oberliga Bremen   | Bezirksliga Bremen, Bezirksliga Bremerhaven                                            |                |
| Landesliga Hamburg-Hammonia | Oberliga Hamburg  | Bezirksliga Nord, Bezirksliga Ost, Bezirksliga Süd, Bezirksliga West                   |                |
| Landesliga Hamburg-Hansa    | Oberliga Hamburg  | Bezirksliga Nord, Bezirksliga Ost, Bezirksliga Süd, Bezirksliga West                   |                |

Source: The German football leagues, su fussball.de. URL consultato il 9 febbraio 2008.

## Bezirksoberligas
| Lega                         | Promozione in               | Retrocessione in | Costituita nel |
| ---------------------------- | --------------------------- | --- | -------------- |
| Bezirksoberliga Braunschweig | Oberliga Niedersachsen-Ost  | Bezirksliga Braunschweig 1, Bezirksliga Braunschweig 2, Bezirksliga Braunschweig 3, Bezirksliga Braunschweig 4              |                |
| Bezirksoberliga Hannover     | Oberliga Niedersachsen-West | Bezirksliga Hannover 1, Bezirksliga Hannover 2, Bezirksliga Hannover 3, Bezirksliga Hannover 4                              |                |
| Bezirksoberliga Lüneburg     | Oberliga Niedersachsen-Ost  | Bezirksliga Lüneburg 1, Bezirksliga Lüneburg 2, Bezirksliga Lüneburg 3                                                      |                |
| Bezirksoberliga Weser-Ems    | Oberliga Niedersachsen-West | Bezirksliga Weser-Ems 1, Bezirksliga Weser-Ems 2, Bezirksliga Weser-Ems 3, Bezirksliga Weser-Ems 4, Bezirksliga Weser-Ems 5 |                |

Fonte: The Bezirksoberligas of Niedersachsen, su fussball.de. URL consultato il 4 luglio 2009.